# 路易-奥诺雷·弗雷谢特

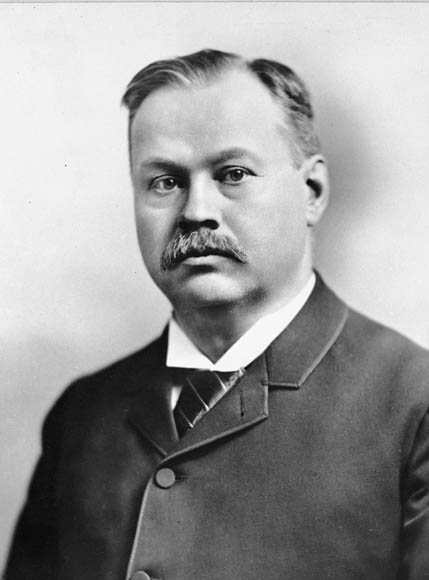
路易-奥诺雷·弗雷谢特

路易-奥诺雷·弗雷谢特CMG (1839年11月16日 - 1908年5月31日）是加拿大法语诗人、政治家、剧作家和短篇小说作家。 1874年至1878年期間，他以加拿大自由党黨員的身份擔任加拿大眾議院议员。1897年，路易-奥诺雷·弗雷谢特被授予聖米迦勒及聖喬治勳章。他的墓地位於雪地圣母公墓。 